# Bega (Roumanie-Serbie)
Pour les articles homonymes, voir Bega.
La Bega (en roumain et allemand: Bega, en serbe: Бегеј ou Begej, en hongrois: Béga) est une rivière de 254 km qui coule en Roumanie sur une longueur de 178 km et en Serbie sur 76 km  Elle naît en Roumanie dans les montagnes de la Poiana Ruscă qui font partie des Carpates occidentales roumaines et se jette dans la Tisza (Tisa) près de Titel, une ville de Serbie située dans la province autonome de Voïvodine.

## Géographie
Par la Tisza et le Danube, la Bega appartient au bassin de drainage de la Mer Noire. Son propre bassin représente une superficie de 2 878 km2.
En Roumanie, après s'être orientée vers le nord, la rivière se détourne vers l'ouest à Coșava, traverse et arrose Făget, Balinț et Topolovățu Mic où elle pénètre dans les plaines du bas Banat. La Bega traverse Timișoara, une des plus grandes villes de Roumanie, puis elle continue vers le sud-ouest et entre en Serbie près du village de Hetin.
En Serbie, près de Jankov Most, la Bega devient une partie du canal Danube-Tisa-Danube (ou DTD) et oblique vers le sud, en recevant les eaux du Novi Begej. Là, elle se sépare du cours du DTD et se dirige vers l'ouest pour atteindre Zrenjanin. De là, elle continue en direction du sud, empruntant l'ancien lit de la Tisza, traverse Ečka, Stajićevo et Perlez. Dans cette partie, elle coule à travers des terres marécageuses, dont certaines sont transformées en frayères à poissons, comme le Belo jezero (cyrillique : Бело језеро, le « Lac blanc ») et la frayère d'Ečka (en serbe : Рибњак Ечка et Ribnjak Ečka), la plus grande de Serbie avec une surface de 25 km². Les parties restantes de marécage forment le plus grand marais de Serbie, la Carska bara (en cyrillique : Царска бара, le « Marais impérial », 11 km²), après lequel la Bega se jette dans la Tisza. Les parties canalisées du Stari Begej et du Novi Begej sont navigables.

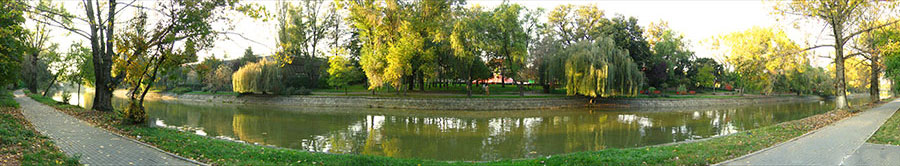
La Bega à Timișoara en Roumanie

## Localités situées près de la rivière

### Roumanie
- Margina, Făget, Răchita, Mănăștiur, Leucușești, Bethausen, Cutina, Bodo, Balinț, Chizătău, Ictar-Budinți, Topolovățu Mic, Recaș, Remetea Mare, Ghiroda, Timișoara, Utvin, Sânmihaiu Român, Uivar, Otelec.

### Serbie
- Hetin, Srpski Itebej, Novi Itebej, Torak, Žitište, Banatski Dvor, Jankov Most, Klek, Zrenjanin, Ečka, Lukino Selo, Stajićevo, Perlez, Titel.

## Sources
- Mala Prosvetina Enciklopedija, Troisième édition (1985); Prosveta;  (ISBN 86-07-00001-2)
- Jovan Đ. Marković (1990): Enciklopedijski geografski leksikon Jugoslavije; Svjetlost-Sarajevo;  (ISBN 86-01-02651-6)